# Shanxi
Ikke at forveksle med naboprovinsen, Shaanxi
Shanxi (kinesisk: 山西, pinyin: Shānxī, Wade-Giles: Shan-hsi) er en provins i Folkerepublikken Kina beliggende i nord. Et-bogstavs-forkortelsen for landet er Jin (晋 pinyin jìn) efter oldtidssstaten Jin, der eksisterede her i Forårs- og efterårsperioden.
Provinsens navn skyldes   beliggenheden  vest for Taihangbjergene;  Shanxi betyder «vest for bjergene». 

## Administrative enheder
Shanxi består af elleve bypræfekturer:
- Taiyuan (太原市, Tàiyuán Shì)
- Datong (大同市, Dàtóng Shì)
- Yangquan (陽泉市 / 阳泉市, Yángquán Shì)
- Changzhi (長治市 / 长治市, Chángzhì Shì)
- Jincheng (晉城市 / 晋城市, Jìnchéng Shì)
- Shuozhou (朔州市, Shuòzhōu Shì)
- Jinzhong (晉中市 / 晋中市, Jìnzhōng Shì)
- Yuncheng (運城市 / 运城市, Yùnchéng Shì)
- Xinzhou (忻州市, Xīnzhōu Shì)
- Linfen (臨汾市, Línfén Shì)
- Lüliang (呂梁市, Lǚliáng Shì)

## Historie
Shanxi hører til den kinesiske kulturs vugger. Det tidlige Xia-dynastiet udviklede sig her. Særlig var den frugtbare del af Shanxi en del af dette kulturelle kerneområde. Arkæologiske fund i den nordlige del af provinsen tyder på  at området kom ind under den kinesiske kulturkerne under Zhou-dynastiet (1100-771 f.Kr.)
Det meste af Shanxi var en del af riget Jin, men ved indledningen af de stridende staters tid i år 403 f.Kr. blev området delt mellem staterne Han, Zhao og Wei. Efter Kinas samling under Qin Shi Huang blev området en vedvarende del af Kina. Under Han-dynastiet begyndte minedriften efter kul i området omkring Datong.
I 1556 blev Shanxi også ramt af det store jordskælv der har fået navn efter nabopovinsen: Jordskælvet i Shaanxi.
I 1900 spredte bokseroprøret sig ind i Shanxi, og efter revolutionen i 1911 blev provinsen kontrolleret og genopbygget af militærguvernøren Yan Xishan (Yen Hsi-shan). Fra 1937 til 1945 var Shanxi okkuperet af  japanerne. Efter krigen kom Yan igen til magten, men måtte give den fra sig da kommunistiske styrker kom til magten efter at Mao Zedong trak sig ud af baseområdet omkring Yan'an i det nordlige Shaanxi. Yan flygtede i  1949 til Taiwan, hvor han blev statsminister.

## Myndigheder
Den regionale leder i Kinas kommunistiske parti er Lou Yangsheng. Guvernør er Lin Wu, pr. 2021.